# Робинсон, Фил Олден
Фил Олден Робинсон (англ. Phil Alden Robinson; род. 1 марта 1950 года) — американский режиссёр, сценарист и продюсер, лауреат премии «Эмми».

## Ранние годы и образование
Робинсон родился в Лонг-Бич, штат Нью-Йорк. Он окончил Юнион-колледж в Скенектади, штат Нью-Йорк, со степенью бакалавра искусств в области политологии в 1971 году и получил почётную степень доктора литературы в Юнион-колледже в 1996 году.

## Карьера
Первой заметной картиной Робинсона стал бейсбольный фильм «Поле его мечты» (1989). Он принес Робинсону номинации на премию Гильдии режиссёров Америки за лучшую режиссуру — Художественный фильм, премию Гильдии сценаристов США за лучший адаптированный сценарий и «Оскар» за лучший адаптированный сценарий (фильм также был номинирован на «Оскар» за лучший фильм и «Оскар» за лучшую музыку к фильму).
Его следующая заметная работа, фильм «Тихушники» (1992), был номинирован на премию Эдгара Аллана По.
Телевизионная драма Робинсона 2000 года «Песня свободы» получила премию Гильдии сценаристов США за лучший оригинальный сценарий, была номинирована на две премии «Эмми», три премии NAACP Image (включая лучший телевизионный фильм), премию Гильдии киноактёров США, и премию Golden Reel Award ассоциации Motion Picture Sound Editors. Он также получил премию Святого Христофора и премию «Золотые ворота» Общества кино Сан-Франциско.
За «Братья по оружию» (2001) он (вместе со всеми режиссёрами сериала) был номинирован на премию Гильдии режиссёров Америки и получил премию «Эмми» за лучшую режиссуру мини-сериала, фильма или драматической программы.
В 1990 году Робинсон был назван «Сценаристом года» Национальной ассоциацией владельцев театров, а в 1994 году получил премию Гильдии сценаристов США за вклад в индустрию развлечений и общество в целом.
В 1992 году он сопровождал в качестве наблюдателя миссии Управления Верховного комиссара ООН по делам беженцев по оказанию помощи в Сомали и Боснию. Этому он посвятил свой первый из пяти документальных фильмов для ABC News Nightline. Последний из этих фильмов, Sarajevo Spring, был номинирован на национальную премию «Эмми» в области новостей и документального кино в 1997 году.

## Фильмография

### Сценарист
- Хорошая борьба / The Good Fight (2017—2020)
- 81-я церемония вручения премии «Оскар» (2009)
- Песня свободы / Freedom Song (2000)
- Камера / The Chamber (1996)
- Безжалостный 4 / Relentless IV: Ashes to Ashes (1994)
- Безжалостный 3 / Relentless 3 (1993)
- Тихушники / Sneakers (1992)
- Безжалостный 2 / Dead On: Relentless II (1992)
- Папа — привидение / Ghost Dad (1990)
- Безжалостный / Relentless (1989)
- Поле его мечты / Field of Dreams (1989)
- Под настроение / In the Mood (1987)
- Флетч / Fletch (1985)
- Весь я / All of Me (1984)
- Горный хрусталь / Rhinestone (1984)
- Охотник Джон / Trapper John, M.D. (1981)

### Режиссёр
- Хорошая жена / The Good Wife (2016)
- Этим утром в Нью-Йорке / The Angriest Man in Brooklyn (2014)
- Цена страха / The Sum of All Fears (2002)
- Братья по оружию / Band of Brothers (2001)
- Песня свободы / Freedom Song (2000)
- Тихушники / Sneakers (1992)
- Поле его мечты / Field of Dreams (1989)
- Под настроение / In the Mood (1987)

### Продюсер
- Хорошая борьба / The Good Fight (2017—2018)
- Все люди королевы / All the Queen’s Men (2001)
- Песня свободы / Freedom Song (2000)
- Весь я / All of Me (1984)